# NGC 6265
NGC 6265 est une galaxie lenticulaire relativement éloignée et située dans la constellation d'Hercule. Sa vitesse par rapport au fond diffus cosmologique est de 9 728 ± 21 km/s, ce qui correspond à une distance de Hubble de 143,5 ± 10,1 Mpc (∼468 millions d'al). NGC 6265 a été découverte par l'astronome allemand Albert Marth en 1864.
À ce jour, deux mesures non basées sur le décalage vers le rouge (redshift) donnent une distance de 123,000 ± 8,485 Mpc (∼401 millions d'al), ce qui est tout juste à l'extérieur des valeurs de la distance de Hubble.